# Sad (Sure)
Sad (arabisch ص, DMG Ṣād ‚Sad‘) ist die 38. Sure des Korans, sie enthält 88 Verse. Die Verkündigung der Sure gehört in die Anfänge der zweiten mekkanischen Periode (615–620). Die muslimischen Autoren datieren ihren ersten überwiegenden Teil in die Zeit nach der Konversion Umars zum Islam im Jahre 616. Die Bezeichnung Sad bezieht sich auf den gleichnamigen Buchstaben, der nach der einleitenden Basmala als geheimnisvoller Buchstabe die Sure eröffnet.
Während sich die ersten elf Verse gegen die Haltung der Ungläubigen wenden, bringt die Sure Zeugnisse aus der Prophetengeschichte. Nach dem Volk Noachs, ʿĀd, Pharao und Thamūd und dem Volk Lots nimmt David einen besonderen Raum ein. Der „Bericht über die Streitenden“ in Vers 21–25 wird von den meisten muslimischen Kommentatoren als Parallele zur Geschichte Davids mit der Frau des Uria gesehen, wobei hier allerdings der mahnende Prophet Natan durch „zwei Streitende“ ersetzt wird. In Vers 26 wird David als Chalīfa, das heißt „Nachfolger“ bezeichnet. Anschließend werden auch Salomo als Pferdeliebhaber, Ijob und Dhu l-Kifl erwähnt.
Ab Vers 49 wird zwischen dem Los der Gläubigen und dem der Ungläubigen verglichen, mit einem abschließenden Ausblick auf den Tag der Auferstehung.